# 納比納格爾烏帕齊拉
納比納加爾乌帕齐拉是孟加拉国婆羅門巴里亞縣的一个乌帕齐拉，位於吉大港专区的婆羅門巴里亞縣。。

## 人口
據2011年孟加拉國人口普查，納比納加爾共有63691戶，人口493,518人。其中男性佔比46.65%，女性佔比53.35%；成年人口174,748人。該地7歲以上人口之平均識字率為27.4%。